# У Гуан
У Гуан (кит. 吳廣) — один из предводителей первого в истории Китая масштабного народного восстания (209—207 вв до н. э.).
Будучи родом из бедной крестьянской семьи, У Гуан с сотнями других крестьян был призван на обязательную военную службу. В те времена законы были суровы и жестоки. Новый император Эрши Хуан разорил и истощил страну, число недовольных росло. Крестьянский отряд из-за плохой погоды опаздывал к месту несения службы, а за это полагалась казнь. Тогда крестьянин У Гуан вместе с батраком Чэнь Шэном подговорили отряд к мятежу, так как все равно они были обречены на смерть. Таким образом крестьянский отряд превратился в боевой, У Гуан и Чэнь Шэнь стали во главе войска.
Восстание быстро охватило почти все провинции империи Цинь, в нём приняли участие десятки тысяч недовольных. Однако численный перевес был на стороне императорского войска — 300 000 воинов. В итоге бунт был подавлен, а его руководители предательски убиты.